# Awareness of National Security Issues and Response
Awareness of National Security Issues and Response (ANSIR) (appelé dans les années 1970 Development of Espionage and Counterintelligence Awareness (DECA)) est une mission du FBI visant à réduire la vulnérabilité aux attaques terroristes des citoyens américains sur leur propre territoire. Le message des campagnes d’information d’ANSIR est destiné, depuis les années 1990, aux entreprises américaines, afin de prévenir l’espionnage économique et industriel, bien que d’autres institutions puissent en bénéficier également. Le mode de communication du programme est le courrier électronique.

## Sources et liens externes
- Présentation sur le site du FBI
- Présentation par la Federation of American Scientists
- Un exemple d’email d’ANSIR en 2002